# Comuna Șandra, Timiș

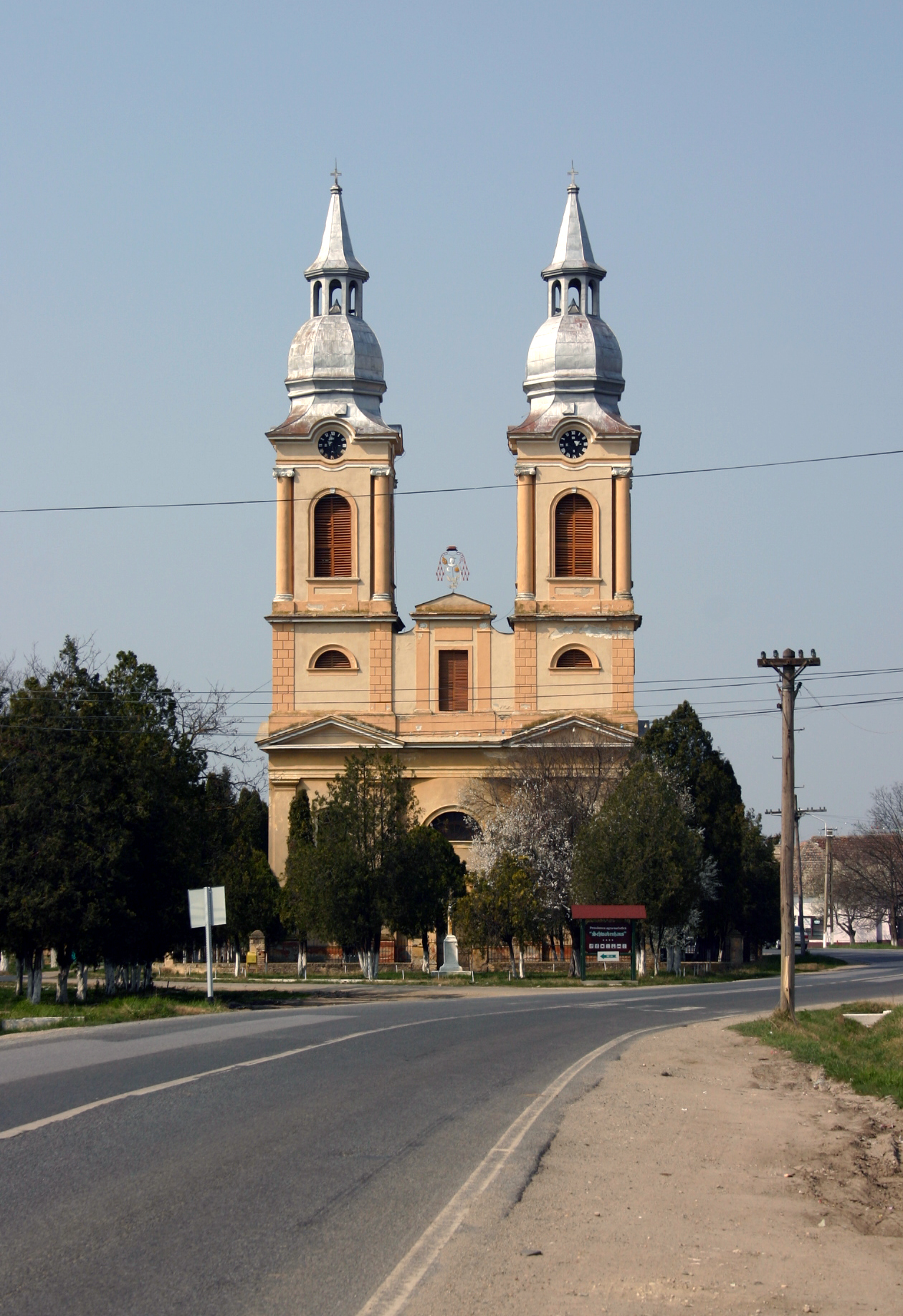
Biserica din Şandra (1836)

Șandra este o comună în județul Timiș, Banat, România, formată din satele Șandra (reședința) și Uihei.

## Localizare
Șandra se situează în vestul județului Timiș, la circa 32 km nord-vest de municipiul Timișoara și 30 km de orașul Sânnicolau Mare, pe drumul național DN6 Timișoara - Cenad. Are acces la calea ferată Timișoara - Cenad, cu stație proprie. Se învecinează la sud-est cu Biled (6 km), la vest cu Uihei (3 km) și Bulgăruș (7 km), la nord-vest cu Lovrin (12 km) și Pesac (circa 10 km).

## Istorie
Satul Șandra a luat ființă în anul 1833 sub denumirea de Alexandria sau Sàndorhàsza, după numele episcopului Alexandru de Zagreb care era proprietarul terenurilor din această zonă. Episcopul a semnat la 1 ianuarie un contract prin care permitea celor 140 de familii de coloniști germani provenite din localitățile învecinate să se așeze pe teritoriul lui și să înființeze localitatea care avea să-i poarte numele.
Imediat după, au început lucrările la construcția așezământului, după canoanele așezărilor germane cu străzi drepte și perpendiculare. Din totalul de 146 de loturi de casă delimitate, erau 101 case de agricultori, 38 de case mici fără teren, parohia și 2 case ale parohiei, 1 birt și 2 mori. Cele 140 de familii reprezentau în total circa 700 de coloniști și veneau din Biled, Bulgăruș, Carani, Cenad, Comloșu Mic, Gottlob, Grabaț, Iecea Mare, Iecea Mică, Lenauheim, Lovrin, Nakovo (Serbia), Nerău, Nițchidorf, Sânandrei, Sânnicolau Mare, Tomnatic, Variaș și Vizejdia. Trei ani mai târziu, în 1836 a fost construită biserica in stilul neobarok. În 1842 existau deja 1.231 de germani, 16 sârbi și români.
În 1884 satul primește o legătură de căi ferate (Timișoara - Cenad). În 1893 satul primește drept să țină un tîrg săptămînal. În 1929 se inființează brigada voluntară de pompieri. În 1933 se inaugurează in centrul satului monumentul eroilor din primul război mondial.
În 1940 sosește armata germană Wehrmacht în Șandra. În 1944 Șandra devine loc de bătălie de unde se evacuează locuitorii. În 1945 se deportează 174 de persoane în Uniunea Sovietică. În total 217 persoane iși pierd viața in al doilia război mondial (adică 163 în armata germană, 37 în armata română și 17 civili) și toți cetățenii germani sînt expropriați. 48 de persoane se deportează în Bărăgan.
În 1952 se infințează colectivul de agricultură care se completează în 1957. În 1954 se introduce curentul electric și în 1974 apa potabilă centrală. Țiței se găsește în 1968.
Comuna Șandra a fost înființată prin Legea nr.54/2004, desprinzându-se de comuna Biled.

## Populație (evoluție istorică)
Populația satului Șandra a evoluat după cum urmează:

## Politică și administrație
Comuna Șandra este administrată de un primar și un consiliu local compus din 13 consilieri. Primarul, Natanael Savu[*], de la Coaliția Națională pentru România, este în funcție din 1 noiembrie 2024. Începând cu alegerile locale din 2024, consiliul local are următoarea componență pe partide politice:
|  | Partid                            | Consilieri | Componența Consiliului | Componența Consiliului | Componența Consiliului | Componența Consiliului | Componența Consiliului | Componența Consiliului |
|  | --------------------------------- | ---------- | ---------------------- | ---------------------- | ---------------------- | ---------------------- | ---------------------- | ---------------------- |
|  | Coaliția Națională pentru România | 6          |                        |                        |                        |                        |                        |                        |
|  | Alianța pentru Unirea Românilor   | 3          |                        |                        |                        |                        |                        |                        |
|  | Forța Dreptei                     | 2          |                        |                        |                        |                        |                        |                        |
|  | Partidul România Puternică        | 1          |                        |                        |                        |                        |                        |                        |
|  | Partidul Puterii Umaniste         | 1          |                        |                        |                        |                        |                        |                        |

Primarul comunei, Paul Nicu, este membru PD. Viceprimarul Luchian Savu este membru PSD. Consiliul Local este constituit din 11 membri împărțiți astfel:
|  | Partidul Social Democrat                    | 5 |  |  |  |  |  |
|  | Alianța Dreptate și Adevăr (2 PD și 2 PNL)  | 4 |  |  |  |  |  |
|  | Partidul Ecologist Român                    | 1 |  |  |  |  |  |
|  | Partidul Național Țărănesc Creștin Democrat | 1 |  |  |  |  |  |

Din punct de vedere al dotării edilitare cu instituții școlare și culturale, Șandra are o școală generală cu clasele I-VIII, o grădiniță, o bibliotecă și un cămin cultural. Tot aici mai există și 4 cabinete medicale și 3 farmacii (din care una veterinară). La Șandra există 3 biserici pentru culturile catolic, ortodox și penticostal. Ruga se ține pe 15 august. In centru găsiți și un monument din 1933 pentru a comemora 62 cetățeni picați in primul război mondial.

## Demografie
Componența etnică a comunei Șandra
     Români (92,46%)
     Alte etnii (1,91%)
     Necunoscută (5,63%)
Componența confesională a comunei Șandra
     Ortodocși (81,27%)
     Penticostali (11,84%)
     Alte religii (0,96%)
     Necunoscută (5,94%)
Conform recensământului efectuat în 2021, populația comunei Șandra se ridică la 2.931 de locuitori, în creștere față de recensământul anterior din 2011, când fuseseră înregistrați 2.882 de locuitori. Majoritatea locuitorilor sunt români (92,46%), iar pentru 5,63% nu se cunoaște apartenența etnică. Din punct de vedere confesional, majoritatea locuitorilor sunt ortodocși (81,27%), cu o minoritate de penticostali (11,84%), iar pentru 5,94% nu se cunoaște apartenența confesională.